# Marcilly-la-Campagne
Marcilly-la-Campagne je francouzská obec v departementu Eure v regionu Normandie. V roce 2010 zde žilo 1 023 obyvatel.

## Vývoj počtu obyvatel
Počet obyvatel